# Baardrob
De baardrob (Erignathus barbatus) is een zeehondachtige uit de familie Phocidae.

## Kenmerken
Baardrobben worden 220 tot 250 centimeter lang en 200 tot 360 kilogram zwaar. Vrouwtjes worden meestal iets groter dan de mannetjes.
Ze hebben een vrij lang lichaam met een in verhouding kleine kop. Ze onderscheiden zich van de andere zeehonden door de veel langere, kleurloze snorharen, die ze gebruiken bij het opsporen van prooidieren onder water. Als de snorharen droog zijn, krullen de punten naar binnen. Baardrobben hebben slechts gereduceerde tanden. Bij volwassen dieren ontbreken deze veelal. De baardrob verschilt ook van andere zeehonden door de tenen op de achterflippers, die bij deze soort praktisch even lang zijn. De voorflippers hebben sterke nagels en zijn schopvormig.

## Verspreiding
De baardrob komt voor in ondiepe Arctische kustwateren en nabij pakijs. Ze zijn te vinden rondom het noordpoolgebied, langs de noordkust van IJsland, Noorwegen, Rusland, Siberië, Alaska en Canada en rondom Groenland en Spitsbergen. Ze trekken zelden ver weg van hun leefgebied. Ze houden zich op rondom de grens van het pakijs, en trekken met de grens mee naar het noorden in de zomer (wanneer het zuidelijke gedeelte van het pakijs smelt) en naar het zuiden in de winter (wanneer het weer bevriest).
Met de stevige kop kunnen ze van onderen gaten in het ijs breken, waardoor ze niet eerst een wak hoeven te zoeken. Vijanden van de baardrob zijn ijsberen, orka's, en zelfs walrussen. De baardrobben houden zich meestal op aan de rand van het pakijs, vlak bij het water. Vaak ligt hij met zijn gezicht naar het water gericht, zodat hij kan wegvluchten in het water bij een naderende ijsbeer.
Op het land bewegen ze zich voor door beide voorflippers naar voren te strekken, zich vast te grijpen met de sterke nagels en het lichaam voort te slepen.

## Leefwijze

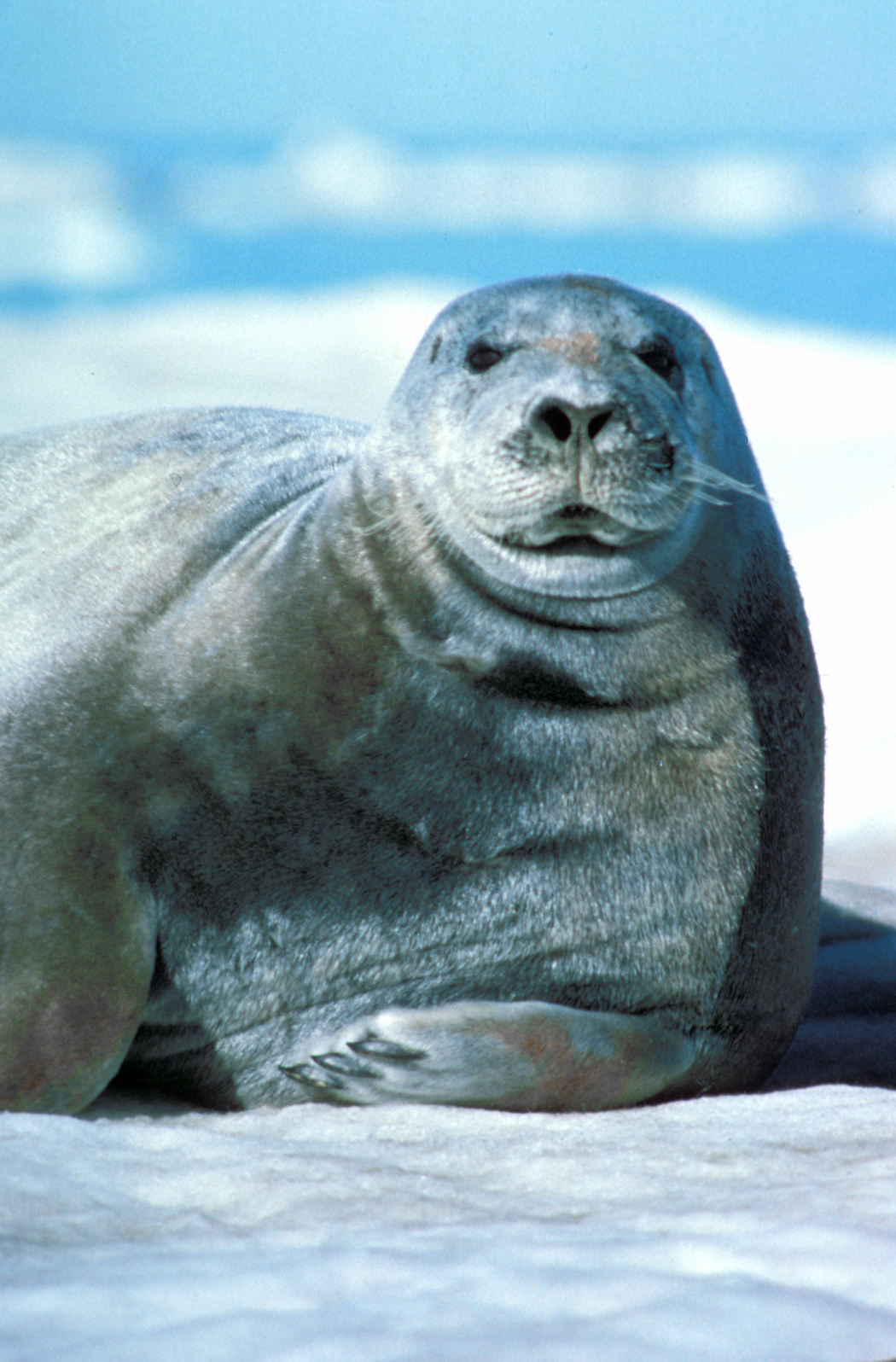
Een baardrob

Baardrobben jagen voornamelijk op bodemdieren als tweekleppigen, kreeftachtigen en stekelhuidigen, die ze met hun voorpoten opgraven, en op vissen en inktvissen. Baardrobben kunnen tot 30 meter diep duiken en 20 minuten onder water blijven.

## Voortplanting
Baardrobben leven solitair. Alleen tijdens de rui leven de dieren in groepen.
De paartijd valt in midden-mei. De eigenlijke draagtijd bedraagt ongeveer 8 maanden, maar door een verlengde draagtijd van 10 tot 12 weken worden de dieren pas 11 maanden na de paring geboren, in april of mei.
Het enige jong worden geboren op het pakijs. Het jong heeft een geboortegewicht van gemiddeld 34 kilogram. Hij heeft bij de geboorte een grijzig bruine wollige vacht. Op het midden van de rug is deze lichter van kleur. Aan het einde van de zoogtijd (na 12 tot 18 dagen) is deze vacht ingeruild voor de kortere uit borstelharen bestaande vacht van de volwassen dieren. Vaak hebben de jongen al bij de geboorte een gedeeltelijk geruide vacht. Het jong heeft dus al een deel van de vacht verloren in de baarmoeder.
De baardrob heeft vier tepels. Bij de zeehonden hebben verder alleen de monniksrobben zoveel tepels.
Vrouwtjes worden maximaal 31 jaar oud, mannetjes 25 jaar.